# Jóngerð Purkhús
Jóngerð Jensina Purkhús, född 22 januari 1937 i Klaksvík, är en tidigare färöisk politiker för det socialistiska Tjóðveldi. Hon var Färöarnas finans-, ekonomi- och miljöminister 1985-1989 och därefter ekonomi- och transportminister 1989-1991. Hon var Färöarnas första kvinnliga minister.

## Biografi
Jóngerð Purkhús växte upp i ett politiskt arbetarhem. Hennes far var Jacob Pauli Purkhús, fiskare och engagerad i det republikanska och socialistiska partiet Tjóðveldi, och modern var Else Johanne Purkhús, född Hansen. 1950-talets fiskar- och arbetarstrejker, samt Klaksvíkupproret, påverkade Jóngerð Purkhús starkt och blev startskottet för hennes engagemang i Tjóðveldi och arbetet för Färöarnas självständighet från Danmark. Hon tog realexamen 1953 och efter sju år i arbetslivet flyttade hon till Köpenhamn 1960. Hon genomgick Akademisk Studentekursus, en aftonskola på gymnasienivå, samtidigt som hon arbetade i en viktualiehandel om dagarna. Hon tog studentexamen 1963 och påbörjade därefter studier i statsvetenskap vid Köpenhamns universitet. Hon arbetade vid sidan om studierna arbetade på det danska Utrikesministeriet, på Socialforsikringsinstituttet samt som vårdbiträde på vårdinrättningen De gamles By. Då hon tog sin examen 1972 var hon den första färöiska kvinnan som tilldelats den akademiska titeln cand. polit..
Sedan 1970 är hon gift med fullmäktige Niels á Velbastað.
Purkhús flyttade tillbaka till Färöarna 1975. Hon tillträdde här uppdraget som handläggare för Landsstyret, Färöarnas regering, och arbetade för att överföra ansvaret för det färöiska postverket (Postverk Føroya) från Danmark till Färöarna. Det blev av och i samband med detta blev hon tillfällig ledare för det färöiska postverkets administration. 1978 kandiderade hon till Lagtinget för Tjóðveldi i Klaksvíks valkrets. I samband med att en bred koalitionsregering, bestående av Tjóðveldi, Javnaðarflokkurin (Socialdemokraterna), Sjálvstýrisflokkurin (Självständighetspartiet) och Kristiligi Fólkaflokkurin (Kristdemokraterna), bildades 1985 utsågs Purkhús till finans-, ekonomi- och miljöminister. Från 1988 var hon dessutom ledamot i Lagtinget för Suðurstreymoys valkrets. Då Tjóðveldi bildade regering 1989 tillsammans med de borgerliga partierna Fólkaflokkurin (Folkpartiet) och Sambandsflokkurin (Unionspartiet) utsågs hon till ekonomi-, transport- och justitieminister. Efter denna regerings avgång 1991 fortsatte hon som ledamot i Tjóðveldis partistyrelse i några år innan hon drog sig tillbaka från politik 1993.